# Sitaris rufiventris
Sitaris rufiventris is een keversoort uit de familie van oliekevers (Meloidae). De wetenschappelijke naam van de soort is voor het eerst geldig gepubliceerd in 1884 door Kraatz.